# Андрей (Маджеру)
Епи́скоп Андре́й (рум. Episcopul Andrei, в миру Аврелиан Маджеру, рум. Aurelian Magieru, в большинстве прижизненных источников Маджер, рум. Magier; 27 июня 1891 — 13 мая 1960) — епископ Румынской православной церкви, епископ Арадский.

## Биография
Родился 27 июня 1891 года в Сатурэу (ныне жудец Арад) в область Кришана. Учился в гимназиях в Араде и Беюше. С 1909 по 1913 год учился на богословском факультете Черновицкого университета, где в 1916 году получив докторскую степень. Он начал, но не закончил обучение на литературном факультете Будапештского университета.
С 1914 по 1917 год он был ректором епархиального интерната в Бейуше. С 1917 по 1921 год он был секретарем православной консистории в Ораде. Он принимал участие в событиях, связанных с вхождением Трансильвании в состав Румынии, и служил делегатом округа Бихор в иностранной военной миссии в Ораде.
В 1918 году был рукоположен в диакона в состоянии целибата, а в 1922 году стал священником. С 1921 по 1926 год он был советником новой Орадской епархии. Между тем, с 1921 по 1923 год он редактировал епархиальный бюллетень Legea Românească.
В 1924 году он был пострижен в монашество в Монастыре Синайа с наречение имени Андрей. В том же году он стал протосинкеллом, в 1925 году — архимандритом.
4 июля 1926 года в Ораде рукоположен в титулярного епископа Кришанского, викария Орадской епархии. Хиротонию совершили: Митрополит Трансильванский Николай (Бэлан), епископ Клужский Николай (Иван) и епископ Арадский Григорий (Комша).
С 1923 по 1936 год был ректором и профессором Священного Писания Нового Завета в Орадской духовной академии. Был первым редактором журнала «Legea Románeasca» (1921—1923). Сотрудничал с несколькими румынскими литературными журналами.
10 декабря 1935 года решением Большой избирательной коллегии в Бухаресте был избран епископом Арадским, получив 129 голосов из 153. 2 февраля 1936 года состоялась его интронизация.
В 1936 году он сопровождал Патриарха Румынского Мирон в составе делегации в Англию.
В период с 1941 по 1944 год, во время Холокоста, спас многих евреев от смерти.
Негативно воспринял установление в Румынии советской власти. В 1945 году были арестованы и отправлены в Каракальский трудовой лагерь следующие люди: Корнел Магеру — епархиальный викарий, брат епископа и профессор Иларион Феля; в ночь на 31 мая 1948 были арестованы все студенты и священники-профессора Духовной Академии в Араде, имевшие связи с бывшей Сигуранцей. Между 1958 и 1960 годами среди арадских священников прошла массовая волна арестов, призванных уничтожить любую форму сопротивления со стороны епископа Андрея Магеру и его священников.
В 1951 году он входил в состав группы, посетившей Московскую Патриархию.
Скончался 13 мая 1960 года в Араде. Похоронен в Монастыре Ходош-Бодрог. Появилось множество свидетельств, наиболее важным из которых является то, что изложил священник Николай Гребеня, и подтверждено историком Цицероном Ионицей, который утверждает, что епископ Андрей был отравлен по приказу коммунистических властей.